# ATP Challenger Series 1991
L'ATP Challenger Series è il secondo livello di tornei per professionisti organizzata dall'ATP. Il circuito prevede tornei con un montepremi che può variare da 25 000 a 150 000 dollari.

## Calendario

### Gennaio
| Settimana  | Torneo                                                                                         | Vincitore                                        | Finalista                          | Semifinalisti                 | Eliminati ai quarti                                                       |
| ---------- | ---------------------------------------------------------------------------------------------- | ------------------------------------------------ | ---------------------------------- | ----------------------------- | ------------------------------------------------------------------------- |
| 21 gennaio | Intersport Heilbronn Open 1991 Heilbronn, Germania Cemento Indoor $50 000+H Singolare - Doppio | Diego Nargiso 3–6, 7–6, 6–3                      | Markus Zoecke                      | Peter Nyborg Michiel Schapers | Chris Pridham Leif Shiras Markus Zillner Markus Naewie                    |
| 21 gennaio | Intersport Heilbronn Open 1991 Heilbronn, Germania Cemento Indoor $50 000+H Singolare - Doppio | Diego Nargiso Stefano Pescosolido 6–2, 6–2       | Christian Saceanu Michiel Schapers | Peter Nyborg Michiel Schapers | Chris Pridham Leif Shiras Markus Zillner Markus Naewie                    |
| 21 gennaio | Viña del Mar Challenger 1991 Viña del Mar, Cile Terra rossa $25 000 Singolare - Doppio         | Gustavo Giussani 4–6, 6–2, 6–0                   | Gabriel Markus                     | Luis Lobo Felipe Rivera       | Pedro Rebolledo José Daher Gustavo Garetto Chris Garner                   |
| 21 gennaio | Viña del Mar Challenger 1991 Viña del Mar, Cile Terra rossa $25 000 Singolare - Doppio         | Juan Antonio Pino Pérez Mario Tabares 6–3, 6–2   | Gabriel Markus Francisco Yunis     | Luis Lobo Felipe Rivera       | Pedro Rebolledo José Daher Gustavo Garetto Chris Garner                   |
| 28 gennaio | Bangalore Challenger 1991 Bangalore, India Terra rossa $100 000 Singolare - Doppio             | Frank Dennhardt 3–6, 6–4, 6–4                    | Vladimir Gabričidze                | Manuel Gasbarri Željko Čiča   | Karathozuvu Ramesh Eugenio Rossi Richard Lubner Srinivasan Vasudevan      |
| 28 gennaio | Bangalore Challenger 1991 Bangalore, India Terra rossa $100 000 Singolare - Doppio             | Vladimir Gabričidze Mihnea Năstase 2–6, 7–5, 6–3 | Sean Cole Martin Zumpft            | Manuel Gasbarri Željko Čiča   | Karathozuvu Ramesh Eugenio Rossi Richard Lubner Srinivasan Vasudevan      |
| 28 gennaio | Benin City Challenger 1991 Benin City, Nigeria Cemento $100 000 Singolare - Doppio             | Ugo Colombini 6–4, 3–6, 6–4                      | Yahiya Doumbia                     | Mark Keil Nduka Odizor        | Christian Geyer Alessandro De Minicis Carsten Krammenschneider Otis Smith |
| 28 gennaio | Benin City Challenger 1991 Benin City, Nigeria Cemento $100 000 Singolare - Doppio             | Mark Keil Scott Patridge 7–5, 6–7, 7–5           | T. J. Middleton Ted Scherman       | Mark Keil Nduka Odizor        | Christian Geyer Alessandro De Minicis Carsten Krammenschneider Otis Smith |

### Febbraio
| Settimana   | Torneo                                                                                       | Vincitore                                       | Finalista                         | Semifinalisti                     | Eliminati ai quarti                                                 |
| ----------- | -------------------------------------------------------------------------------------------- | ----------------------------------------------- | --------------------------------- | --------------------------------- | ------------------------------------------------------------------- |
| 4 febbraio  | Jakarta Challenger 1991 Giacarta, Indonesia Terra rossa $100 000 Singolare - Doppio          | Václav Roubíček 6–3, 3–6, 6–3                   | Simon Youl                        | Nicklas Kroon Bart Wuyts          | Benny Wijaya Jamie Morgan Lars-Anders Wahlgren Gilbert Schaller     |
| 4 febbraio  | Jakarta Challenger 1991 Giacarta, Indonesia Terra rossa $100 000 Singolare - Doppio          | Massimo Ardinghi Massimo Boscatto 5–7, 6–4, 7–6 | Peter Carter Nicklas Kroon        | Nicklas Kroon Bart Wuyts          | Benny Wijaya Jamie Morgan Lars-Anders Wahlgren Gilbert Schaller     |
| 4 febbraio  | Lagos Open 1991 Lagos, Nigeria Cemento $100 000 Singolare - Doppio                           | Paul Haarhuis 6–3, 6–3                          | T. J. Middleton                   | Nduka Odizor Ola Jonsson          | Alessandro Dalboni Daniel Marco Otis Smith Clément N'Goran          |
| 4 febbraio  | Lagos Open 1991 Lagos, Nigeria Cemento $100 000 Singolare - Doppio                           | Ugo Colombini Paul Wekesa 7–5, 6–1              | Daniel Marco Clément N'Goran      | Nduka Odizor Ola Jonsson          | Alessandro Dalboni Daniel Marco Otis Smith Clément N'Goran          |
| 4 febbraio  | Telford Challenger 1991 Telford, Gran Bretagna Sintetico indoor €42 000+H Singolare - Doppio | Jan Siemerink 6–3, 6–4                          | Martin Laurendeau                 | Lionel Barthez Peter Nyborg       | Olli Rahnasto Dmitrij Poljakov Leonardo Lavalle Arnaud Boetsch      |
| 4 febbraio  | Telford Challenger 1991 Telford, Gran Bretagna Sintetico indoor €42 000+H Singolare - Doppio | Martin Laurendeau Leonardo Lavalle 7–6, 6–3     | Peter Nyborg Jan Siemerink        | Lionel Barthez Peter Nyborg       | Olli Rahnasto Dmitrij Poljakov Leonardo Lavalle Arnaud Boetsch      |
| 11 febbraio | São Paulo Challenger 1991 San Paolo, Brasile Terra rossa $100 000 Singolare - Doppio         | Gabriel Markus 4–6, 6–4, 6–4                    | João Cunha e Silva                | Javier Frana Alberto Mancini      | Cássio Motta Thierry Tulasne Daniel Orsanic Gianluca Pozzi          |
| 11 febbraio | São Paulo Challenger 1991 San Paolo, Brasile Terra rossa $100 000 Singolare - Doppio         | Henrik Holm Nils Holm 5–7, 6–4, 6–4             | John Letts Tom Mercer             | Javier Frana Alberto Mancini      | Cássio Motta Thierry Tulasne Daniel Orsanic Gianluca Pozzi          |
| 18 febbraio | Americana Challenger 1991 Americana, Brasile Cemento €42 000+H Singolare - Doppio            | Shūzō Matsuoka 6–4, 4–6, 6–1                    | Rodolphe Gilbert                  | Jaime Oncins Jacco Eltingh        | Javier Frana Marcelo Ingaramo José Antonio Fernández Gianluca Pozzi |
| 18 febbraio | Americana Challenger 1991 Americana, Brasile Cemento €42 000+H Singolare - Doppio            | Alexandre Hocevar Marcos Hocevar 7–6, 6–4       | José Daher Fernando Roese         | Jaime Oncins Jacco Eltingh        | Javier Frana Marcelo Ingaramo José Antonio Fernández Gianluca Pozzi |
| 25 febbraio | Guadeloupe Challenger 1991 Guadalupa, Francia Cemento €42 000+H Singolare - Doppio           | Olivier Delaître 6–2, 7–6                       | Stefano Pescosolido               | Matt Anger Nuno Marques           | Fabrice Santoro Bryan Shelton Jonathan Canter Johan Anderson        |
| 25 febbraio | Guadeloupe Challenger 1991 Guadalupa, Francia Cemento €42 000+H Singolare - Doppio           | João Cunha e Silva Nuno Marques 6–3, 6–1        | Olivier Delaître Rodolphe Gilbert | Matt Anger Nuno Marques           | Fabrice Santoro Bryan Shelton Jonathan Canter Johan Anderson        |
| 25 febbraio | Indian Wells Challenger 1991 Indian Wells, Stati Uniti Cemento $25 000 Singolare - Doppio    | Cristiano Caratti 6–7, 6–4, 6–2                 | Jimmy Arias                       | Glenn Layendecker Guillaume Raoux | Francisco Clavet Francisco Roig Dan Goldie Rick Leach               |
| 25 febbraio | Indian Wells Challenger 1991 Indian Wells, Stati Uniti Cemento $25 000 Singolare - Doppio    | Joey Rive Robert Van't Hof 6–4, 7–6             | Martin Davis Todd Witsken         | Glenn Layendecker Guillaume Raoux | Francisco Clavet Francisco Roig Dan Goldie Rick Leach               |

### Marzo
| Settimana | Torneo                                                                                          | Vincitore                                          | Finalista                       | Semifinalisti                  | Eliminati ai quarti                                                          |
| --------- | ----------------------------------------------------------------------------------------------- | -------------------------------------------------- | ------------------------------- | ------------------------------ | ---------------------------------------------------------------------------- |
| 11 marzo  | Agadir Challenger 1991 Agadir, Marocco Terra rossa $25 000                                      | Non disputato                                      | Non disputato                   | Non disputato                  | Non disputato                                                                |
| 11 marzo  | Santiago Challenger 1991 Santiago, Cile Terra rossa $50 000+H Singolare - Doppio                | Alberto Mancini 6–3, 6–3                           | Pedro Rebolledo                 | Marcelo Ingaramo Mario Tabares | Felipe Rivera José Antonio Fernández Luis Lobo Eduardo Bengoechea            |
| 11 marzo  | Santiago Challenger 1991 Santiago, Cile Terra rossa $50 000+H Singolare - Doppio                | Gustavo Garetto Marcelo Ingaramo 6–2, 4–6, 6–4     | Hans Gildemeister Felipe Rivera | Marcelo Ingaramo Mario Tabares | Felipe Rivera José Antonio Fernández Luis Lobo Eduardo Bengoechea            |
| 25 marzo  | Marsiglia Challenger 1991 Marsiglia, Francia Terra rossa $50 000+H Singolare - Doppio           | Ronald Agénor 5–7, 6–4, 6–2                        | Martin Střelba                  | Roberto Azar Paolo Canè        | Stefano Pescosolido José Francisco Altur Francesco Michelotti Arnaud Boetsch |
| 25 marzo  | Marsiglia Challenger 1991 Marsiglia, Francia Terra rossa $50 000+H Singolare - Doppio           | Massimo Boscatto Stefano Pescosolido 6–2, 2–6, 6–3 | Tom Kempers Tom Nijssen         | Roberto Azar Paolo Canè        | Stefano Pescosolido José Francisco Altur Francesco Michelotti Arnaud Boetsch |
| 25 marzo  | San Luis Potosí Challenger 1991 San Luis Potosí, Messico Terra rossa $25 000 Singolare - Doppio | Pablo Arraya 6–1, 5–7, 6–3                         | Jamie Morgan                    | José Daher Bryan Shelton       | Oliver Fernández Markus Zoecke Danilo Marcelino Chuck Adams                  |
| 25 marzo  | San Luis Potosí Challenger 1991 San Luis Potosí, Messico Terra rossa $25 000 Singolare - Doppio | Mauricio Hadad Daniel Orsanic 6–4, 3–6, 6–3        | Scott Patridge Kenny Thorne     | José Daher Bryan Shelton       | Oliver Fernández Markus Zoecke Danilo Marcelino Chuck Adams                  |

### Aprile
| Settimana | Torneo                                                                                        | Vincitore                                      | Finalista                                    | Semifinalisti                      | Eliminati ai quarti                                                |
| --------- | --------------------------------------------------------------------------------------------- | ---------------------------------------------- | -------------------------------------------- | ---------------------------------- | ------------------------------------------------------------------ |
| 1º aprile | Rio de Janeiro Challenger 1991 Rio de Janeiro, Brasile Terra rossa €42 000+H                  | Non disputato                                  | Non disputato                                | Non disputato                      | Non disputato                                                      |
| 1º aprile | Zaragoza Challenger 1991 Saragozza, Spagna Terra rossa €42 000+H Singolare - Doppio           | José Francisco Altur 5–7, 7–6, 6–4             | Karsten Braasch                              | Andres Võsand Frédéric Fontang     | Markus Naewie Andrej Ol'chovskij Germán López Claudio Pistolesi    |
| 1º aprile | Zaragoza Challenger 1991 Saragozza, Spagna Terra rossa €42 000+H Singolare - Doppio           | Massimo Cierro Stefano Pescosolido 6–2, 6–4    | Juan Carlos Báguena David de Miguel Lapiedra | Andres Võsand Frédéric Fontang     | Markus Naewie Andrej Ol'chovskij Germán López Claudio Pistolesi    |
| 8 aprile  | Mangaratiba Challenger 1991 Mangaratiba, Brasile Cemento €42 000+H                            | Non disputato                                  | Non disputato                                | Non disputato                      | Non disputato                                                      |
| 8 aprile  | Parioli Challenger 1991 Parioli, Italia Terra rossa $100 000 Singolare - Doppio               | Stefano Pescosolido 6–3, 6–4                   | Bart Wuyts                                   | David Engel Cédric Pioline         | Frédéric Fontang Claudio Pistolesi Paolo Pambianco Václav Roubíček |
| 8 aprile  | Parioli Challenger 1991 Parioli, Italia Terra rossa $100 000 Singolare - Doppio               | Marcos Górriz Andrej Ol'chovskij 7–5, 2–6, 6–2 | Martin Damm David Rikl                       | David Engel Cédric Pioline         | Frédéric Fontang Claudio Pistolesi Paolo Pambianco Václav Roubíček |
| 15 aprile | Mexico City Challenger 1991 Città del Messico, Messico Terra rossa $25 000 Singolare - Doppio | Fernando Roese 7–6, 4–6, 6–4                   | Francisco Maciel                             | Jimmy Brown Francisco Montana      | Nelson Aerts Gabriel Markus Miguel Nido Carl Limberger             |
| 15 aprile | Mexico City Challenger 1991 Città del Messico, Messico Terra rossa $25 000 Singolare - Doppio | Ricardo Acioly Pablo Albano 6–3, 6–3           | Francisco Montana Leif Shiras                | Jimmy Brown Francisco Montana      | Nelson Aerts Gabriel Markus Miguel Nido Carl Limberger             |
| 15 aprile | Oporto Challenger 1991 Porto, Portogallo Terra rossa $50 000 Singolare - Doppio               | Stefano Pescosolido 6–1, 6–1                   | Roberto Azar                                 | Tarik Benhabiles Bart Wuyts        | Mark Koevermans Paul Haarhuis Francisco Clavet Marcelo Filippini   |
| 15 aprile | Oporto Challenger 1991 Porto, Portogallo Terra rossa $50 000 Singolare - Doppio               | Dmitrij Poljakov Tomáš Anzari 3–6, 6–3, 6–4    | Paul Haarhuis Mark Koevermans                | Tarik Benhabiles Bart Wuyts        | Mark Koevermans Paul Haarhuis Francisco Clavet Marcelo Filippini   |
| 15 aprile | Taipei Challenger 1991 Taipei, Taiwan Cemento €42 000+H Singolare - Doppio                    | Markus Zoecke 6–3, 6–3                         | Kelly Jones                                  | Neil Borwick Kevin Curren          | Chris Pridham Jeremy Bates Mark Kratzmann Felix Barrientos         |
| 15 aprile | Taipei Challenger 1991 Taipei, Taiwan Cemento €42 000+H Singolare - Doppio                    | Kelly Jones Todd Woodbridge 7–6, 6–3           | Mark Kratzmann Jason Stoltenberg             | Neil Borwick Kevin Curren          | Chris Pridham Jeremy Bates Mark Kratzmann Felix Barrientos         |
| 22 aprile | Birmingham Challenger 1991 Birmingham, Stati Uniti Terra verde $50 000+H Singolare - Doppio   | Marcelo Ingaramo 3–6, 6–3, 6–2                 | Gabriel Markus                               | Martin Wostenholme Mikael Pernfors | Miguel Nido Chris Garner Lawson Duncan Bruno Orešar                |
| 22 aprile | Birmingham Challenger 1991 Birmingham, Stati Uniti Terra verde $50 000+H Singolare - Doppio   | Mark Keil Dave Randall 1–6, 7–6, 6–2           | Nelson Aerts Danilo Marcelino                | Martin Wostenholme Mikael Pernfors | Miguel Nido Chris Garner Lawson Duncan Bruno Orešar                |
| 22 aprile | Lisbon Challenger 1991 Lisbona, Portogallo Terra rossa $50 000 Singolare - Doppio             | Bart Wuyts 6–2, 6–4                            | Nuno Marques                                 | Wayne Ferreira Jaime Oncins        | Olivier Delaître Pedro Rebolledo João Cunha e Silva Bernardo Mota  |
| 22 aprile | Lisbon Challenger 1991 Lisbona, Portogallo Terra rossa $50 000 Singolare - Doppio             | David Adams Jaime Oncins 5–7, 6–2, 6–3         | Tarik Benhabiles Olivier Delaître            | Wayne Ferreira Jaime Oncins        | Olivier Delaître Pedro Rebolledo João Cunha e Silva Bernardo Mota  |
| 22 aprile | Nagoya Challenger 1991 Nagoya, Giappone Cemento $25 000 Singolare - Doppio                    | John Stimpson 6–1, 6–3                         | Jan Apell                                    | Ramesh Krishnan Andrew Castle      | Glenn Layendecker Tommy Ho Chris Pridham Alexander Reichel         |
| 22 aprile | Nagoya Challenger 1991 Nagoya, Giappone Cemento $25 000 Singolare - Doppio                    | Glenn Layendecker Simon Youl 3–6, 7–6, 7–6     | Nduka Odizor Sandon Stolle                   | Ramesh Krishnan Andrew Castle      | Glenn Layendecker Tommy Ho Chris Pridham Alexander Reichel         |
| 29 aprile | Kuala Lumpur Challenger 1991 Kuala Lumpur, Malaysia Cemento $35 000+H Singolare - Doppio      | Glenn Layendecker 6–4, 6–4                     | Neil Borwick                                 | Andrew Castle Simon Youl           | Markus Zoecke Gianluca Pozzi Ģirts Dzelde Karsten Braasch          |
| 29 aprile | Kuala Lumpur Challenger 1991 Kuala Lumpur, Malaysia Cemento $35 000+H Singolare - Doppio      | Andrew Castle Paul Wekesa 7–6, 6–3             | Ģirts Dzelde James Turner                    | Andrew Castle Simon Youl           | Markus Zoecke Gianluca Pozzi Ģirts Dzelde Karsten Braasch          |
| 29 aprile | Prague Challenger 1991 Praga, Repubblica Ceca Terra rossa $75 000 Singolare - Doppio          | Jan Kodeš Jr. 5–7, 6–4, 6–1                    | Thomas Enqvist                               | Daniele Balducci Andres Võsand     | Václav Roubíček Cyril Suk Markus Naewie Martin Stringari           |
| 29 aprile | Prague Challenger 1991 Praga, Repubblica Ceca Terra rossa $75 000 Singolare - Doppio          | Steve DeVries Richard Vogel 2–6, 6–1, 6–4      | Martin Damm David Rikl                       | Daniele Balducci Andres Võsand     | Václav Roubíček Cyril Suk Markus Naewie Martin Stringari           |
| 29 aprile | São Paulo Challenger 2 1991 San Paolo, Brasile Cemento $100 000 Singolare - Doppio            | Fernando Roese 6–4, 6–3                        | Gabriel Markus                               | Miguel Nido Steve Bryan            | Luis Lobo Oliver Fernández Richard Lubner T. J. Middleton          |
| 29 aprile | São Paulo Challenger 2 1991 San Paolo, Brasile Cemento $100 000 Singolare - Doppio            | Ricardo Acioly Mauro Menezes 6–3, 3–6, 6–3     | Nelson Aerts Fernando Roese                  | Miguel Nido Steve Bryan            | Luis Lobo Oliver Fernández Richard Lubner T. J. Middleton          |

### Maggio
| Settimana | Torneo                                                                                        | Vincitore                                        | Finalista                   | Semifinalisti                   | Eliminati ai quarti                                                    |
| --------- | --------------------------------------------------------------------------------------------- | ------------------------------------------------ | --------------------------- | ------------------------------- | ---------------------------------------------------------------------- |
| 6 maggio  | BMW Ljubljana Open 1991 Lubiana, Jugoslavia Terra rossa $100 000+H Singolare - Doppio         | Slobodan Živojinović 6–7, 7–6, 6–3               | Andrej Ol'chovskij          | Guillaume Raoux Paolo Pambianco | Germán López Martin Damm Marcos Górriz Bart Wuyts                      |
| 6 maggio  | BMW Ljubljana Open 1991 Lubiana, Jugoslavia Terra rossa $100 000+H Singolare - Doppio         | Andrej Ol'chovskij Slobodan Živojinović 7–5, 6–3 | Daniel Vacek Richard Vogel  | Guillaume Raoux Paolo Pambianco | Germán López Martin Damm Marcos Górriz Bart Wuyts                      |
| 6 maggio  | Ribeirão Preto Challenger 1991 Ribeirão Preto, Brasile Terra rossa $50 000 Singolare - Doppio | Roberto Jabali 6–3, 4–6, 7–6                     | Felipe Rivera               | Francisco Montana Luis Lobo     | Carlos Claverie Marcelo Saliola Maurice Ruah Steve Bryan               |
| 6 maggio  | Ribeirão Preto Challenger 1991 Ribeirão Preto, Brasile Terra rossa $50 000 Singolare - Doppio | Ricardo Acioly Mauro Menezes 6–3, 6–4            | Steve Bryan T. J. Middleton | Francisco Montana Luis Lobo     | Carlos Claverie Marcelo Saliola Maurice Ruah Steve Bryan               |
| 27 maggio | Bielefeld Challenger 1991 Bielefeld, Germania Terra rossa $50 000 Singolare - Doppio          | Dmitrij Poljakov 6–4, 6–1                        | Lars Koslowski              | Carl Limberger Libor Němeček    | Karsten Braasch Mark Kaplan Francisco Montana David de Miguel Lapiedra |
| 27 maggio | Bielefeld Challenger 1991 Bielefeld, Germania Terra rossa $50 000 Singolare - Doppio          | Carl Limberger Florin Segărceanu 6–3, 6–2        | Mark Keil Francisco Montana | Carl Limberger Libor Němeček    | Karsten Braasch Mark Kaplan Francisco Montana David de Miguel Lapiedra |

### Giugno
| Settimana | Torneo                                                                              | Vincitore                                 | Finalista                         | Semifinalisti                       | Eliminati ai quarti                                                 |
| --------- | ----------------------------------------------------------------------------------- | ----------------------------------------- | --------------------------------- | ----------------------------------- | ------------------------------------------------------------------- |
| 3 giugno  | Schickedanz Open 1991 Fürth, Germania Terra rossa €30 000+H Singolare - Doppio      | Marcos Górriz 6–2, 3–0 rit.               | Dmitrij Poljakov                  | Tomáš Anzari Markus Naewie          | David Prinosil Wojciech Kowalski John Stimpson Lawson Duncan        |
| 3 giugno  | Schickedanz Open 1991 Fürth, Germania Terra rossa €30 000+H Singolare - Doppio      | Marcos Górriz Maurice Ruah 6–2, 6–4       | Jamie Morgan Sandon Stolle        | Tomáš Anzari Markus Naewie          | David Prinosil Wojciech Kowalski John Stimpson Lawson Duncan        |
| 3 giugno  | Torino Challenger 1991 Torino, Italia Terra rossa $50 000 Singolare - Doppio        | Paolo Canè 6–2, 6–3                       | Roberto Azar                      | Renzo Furlan Jimmy Arias            | Diego Nargiso Francesco Cancellotti Andrej Ol'chovskij Germán López |
| 3 giugno  | Torino Challenger 1991 Torino, Italia Terra rossa $50 000 Singolare - Doppio        | Omar Camporese Renzo Furlan 7–5, 3–6, 6–4 | Sven Salumaa Tobias Svantesson    | Renzo Furlan Jimmy Arias            | Diego Nargiso Francesco Cancellotti Andrej Ol'chovskij Germán López |
| 10 giugno | Cologne Challenger 1991 Colonia, Germania Terra rossa $50 000 Singolare - Doppio    | Magnus Gustafsson 6–2, 4–6, 6–2           | Marcos Górriz                     | José Francisco Altur Johan Anderson | Bruno Orešar Martin Wostenholme Andrew Sznajder Daniel Orsanic      |
| 10 giugno | Cologne Challenger 1991 Colonia, Germania Terra rossa $50 000 Singolare - Doppio    | Brent Haygarth Byron Talbot 7–5, 6–4      | Magnus Gustafsson Alexander Mronz | José Francisco Altur Johan Anderson | Bruno Orešar Martin Wostenholme Andrew Sznajder Daniel Orsanic      |
| 10 giugno | Itu Challenger 1991 Itu, Brasile Cemento $100 000 Singolare - Doppio                | Libor Němeček 5–7, 6–4, 6–3               | Bertrand Madsen                   | Ruben Alvarenga José Daher          | Marcelo Saliola Oscar Bustos Ricardo Acioly Fabio Silberberg        |
| 10 giugno | Itu Challenger 1991 Itu, Brasile Cemento $100 000 Singolare - Doppio                | Ricardo Acioly Mauro Menezes 7–6, 6–3     | José Daher Eduardo Furusho        | Ruben Alvarenga José Daher          | Marcelo Saliola Oscar Bustos Ricardo Acioly Fabio Silberberg        |
| 24 giugno | Salzburg Challenger 1991 Salisburgo, Austria Terra rossa $50 000 Singolare - Doppio | Markus Rackl 1–6, 6–3, 6–4                | Martin Sinner                     | Germán López Roberto Azar           | Bruno Orešar Thomas Buchmayer Martin Střelba Markus Zillner         |
| 24 giugno | Salzburg Challenger 1991 Salisburgo, Austria Terra rossa $50 000 Singolare - Doppio | Johan Carlsson David Engel 7–6, 6–2       | Bruce Derlin Martin Sinner        | Germán López Roberto Azar           | Bruno Orešar Thomas Buchmayer Martin Střelba Markus Zillner         |
| 24 giugno | Copa Sevilla 1991 Siviglia, Spagna Terra gialla €42 000+H Singolare - Doppio        | Lars Koslowski 6–2, 3–6, 7–6              | Tomas Nydahl                      | Àlex Corretja Xavier Daufresne      | Tomáš Anzari Libor Němeček Dirk Dier Jan Apell                      |
| 24 giugno | Copa Sevilla 1991 Siviglia, Spagna Terra gialla €42 000+H Singolare - Doppio        | David Rikl Éric Winogradsky 6–1, 6–7, 6–3 | Josef Čihák Tomáš Anzari          | Àlex Corretja Xavier Daufresne      | Tomáš Anzari Libor Němeček Dirk Dier Jan Apell                      |

### Luglio
| Settimana | Torneo                                                                                   | Vincitore                                      | Finalista                                  | Semifinalisti                      | Eliminati ai quarti                                                        |
| --------- | ---------------------------------------------------------------------------------------- | ---------------------------------------------- | ------------------------------------------ | ---------------------------------- | -------------------------------------------------------------------------- |
| 1º luglio | Nyon Challenger 1991 Nyon, Svizzera Terra rossa $35 000+H Singolare - Doppio             | Markus Naewie 6–3, 7–5                         | Vladimir Gabričidze                        | Jens Wöhrmann Michael Brown        | Christian Weis Branislav Stankovič Claudio Mezzadri Felipe Rivera          |
| 1º luglio | Nyon Challenger 1991 Nyon, Svizzera Terra rossa $35 000+H Singolare - Doppio             | Martin Damm Branislav Stankovič 6–1, 7–6       | Otis Smith Vince Van Gelderen              | Jens Wöhrmann Michael Brown        | Christian Weis Branislav Stankovič Claudio Mezzadri Felipe Rivera          |
| 1º luglio | Oporto Challenger 2 1991 Porto, Portogallo Terra rossa $50 000 Singolare - Doppio        | Bart Wuyts 6–3, 7–5                            | Martin Wostenholme                         | Daniel Orsanic Olivier Delaître    | José Manuel Clavet Martin Wostenholme Juan Carlos Báguena Frédéric Fontang |
| 1º luglio | Oporto Challenger 2 1991 Porto, Portogallo Terra rossa $50 000 Singolare - Doppio        | Josef Čihák Tomáš Anzari 7–5, 6–2              | Juan Carlos Báguena Andrés Gómez           | Daniel Orsanic Olivier Delaître    | José Manuel Clavet Martin Wostenholme Juan Carlos Báguena Frédéric Fontang |
| 1º luglio | Salerno Challenger 1991 Salerno, Italia Terra rossa $50 000 Singolare - Doppio           | Guillermo Pérez Roldán 4–6, 6–1, 6–3           | Claudio Pistolesi                          | Markus Rackl David Rikl            | Andres Võsand Martin Střelba Marcelo Ingaramo Andrej Česnokov              |
| 1º luglio | Salerno Challenger 1991 Salerno, Italia Terra rossa $50 000 Singolare - Doppio           | Marcos Ondruska Nicolás Pereira 6–4, 6–4       | Emilio Benfele Álvarez Pietro Pennisi      | Markus Rackl David Rikl            | Andres Võsand Martin Střelba Marcelo Ingaramo Andrej Česnokov              |
| 8 luglio  | West of England Challenger 1991 Bristol, Gran Bretagna Erba €42 000+H Singolare - Doppio | John Fitzgerald 6–3, 7–5                       | Peter Nyborg                               | Chris Bailey Steve DeVries         | Brian Joelson Sandon Stolle Lan Bale Nduka Odizor                          |
| 8 luglio  | West of England Challenger 1991 Bristol, Gran Bretagna Erba €42 000+H Singolare - Doppio | Nduka Odizor Michiel Schapers 4–6, 7–5, 7–6    | Paul Hand Branislav Stankovič              | Chris Bailey Steve DeVries         | Brian Joelson Sandon Stolle Lan Bale Nduka Odizor                          |
| 8 luglio  | Gramado Challenger 1991 Gramado, Brasile Cemento €42 000+H Singolare - Doppio            | Laurent Prades 7–5, 6–7, 6–4                   | Fernando Roese                             | Bernd Karbacher Nicola Bruno       | Luiz Mattar Danilo Marcelino Daniel Marco Pedro Rebolledo                  |
| 8 luglio  | Gramado Challenger 1991 Gramado, Brasile Cemento €42 000+H Singolare - Doppio            | ' Nelson Aerts Fernando Roese 6–4, 6–4         | Bertrand Madsen Gerardo Martínez           | Bernd Karbacher Nicola Bruno       | Luiz Mattar Danilo Marcelino Daniel Marco Pedro Rebolledo                  |
| 8 luglio  | Kakegawa Challenger 1991 Kakegawa, Giappone Sintetico $25 000 Singolare - Doppio         | Massimo Ardinghi 7–5, 6–3                      | Florian Krumrey                            | Jason Netter Mario Visconti        | Michael Geserer Mark Kaplan Ryuso Tsujino Otis Smith                       |
| 8 luglio  | Kakegawa Challenger 1991 Kakegawa, Giappone Sintetico $25 000 Singolare - Doppio         | Sean Cole Eoin Collins 7–6, 7–6                | Florian Krumrey Ron Ward                   | Jason Netter Mario Visconti        | Michael Geserer Mark Kaplan Ryuso Tsujino Otis Smith                       |
| 8 luglio  | Neu Ulm Challenger 1991 Nuova Ulma, Germania Terra rossa $75 000 Singolare - Doppio      | Rodolphe Gilbert 6–2, 6–4                      | Tomas Nydahl                               | Tomáš Anzari Diego Nargiso         | Martin Střelba João Cunha e Silva Carl Limberger Markus Naewie             |
| 8 luglio  | Neu Ulm Challenger 1991 Nuova Ulma, Germania Terra rossa $75 000 Singolare - Doppio      | Tarik Benhabiles Olivier Delaître 6–4, 7–6     | Carl Limberger Diego Nargiso               | Tomáš Anzari Diego Nargiso         | Martin Střelba João Cunha e Silva Carl Limberger Markus Naewie             |
| 8 luglio  | New Haven Challenger 1991 New Haven, Stati Uniti Cemento $50 000 Singolare - Doppio      | Alex O'Brien 6–4, 6–4                          | Stéphane Simian                            | Dave Randall Steve Bryan           | Brad Pearce John Stimpson Sándor Noszály Chuck Adams                       |
| 8 luglio  | New Haven Challenger 1991 New Haven, Stati Uniti Cemento $50 000 Singolare - Doppio      | Royce Deppe T. J. Middleton 6–4, 5–7, 6–4      | Ivan Baron Brian MacPhie                   | Dave Randall Steve Bryan           | Brad Pearce John Stimpson Sándor Noszály Chuck Adams                       |
| 15 luglio | Campos Challenger 1991 Campos, Brasile Cemento €42 000+H Singolare - Doppio              | Yahiya Doumbia 6–1, 6–3                        | Mauro Menezes                              | Jean-Philippe Fleurian José Daher  | Fabio Silberberg Bertrand Madsen Markus Zillner Bernd Karbacher            |
| 15 luglio | Campos Challenger 1991 Campos, Brasile Cemento €42 000+H Singolare - Doppio              | Yahiya Doumbia Jean-Philippe Fleurian 6–3, 6–3 | Nelson Aerts Danilo Marcelino              | Jean-Philippe Fleurian José Daher  | Fabio Silberberg Bertrand Madsen Markus Zillner Bernd Karbacher            |
| 15 luglio | Newcastle Challenger 1991 Newcastle, Gran Bretagna Erba €30 000 Singolare - Doppio       | Christo van Rensburg 6–4, 6–0                  | Michiel Schapers                           | Andrew Castle Kent Kinnear         | Marius Barnard Mark Keil Marcos Ondruska Leonardo Lavalle                  |
| 15 luglio | Newcastle Challenger 1991 Newcastle, Gran Bretagna Erba €30 000 Singolare - Doppio       | Nicholas Fulwood Peter Nyborg 7–6, 6–1         | John-Laffnie de Jager Christo van Rensburg | Andrew Castle Kent Kinnear         | Marius Barnard Mark Keil Marcos Ondruska Leonardo Lavalle                  |
| 15 luglio | Tampere Open 1991 Tampere, Finlandia Terra rossa €42 000 Singolare - Doppio              | Claudio Pistolesi 7–6, 6–4                     | Veli Paloheimo                             | Tomás Carbonell Patrik Kühnen      | Andrej Ol'chovskij Lars Jonsson Jan Gunnarsson Johan Anderson              |
| 15 luglio | Tampere Open 1991 Tampere, Finlandia Terra rossa €42 000 Singolare - Doppio              | Tomás Carbonell Marcos Górriz 6–4, 6–2         | David Adams Andrej Ol'chovskij             | Tomás Carbonell Patrik Kühnen      | Andrej Ol'chovskij Lars Jonsson Jan Gunnarsson Johan Anderson              |
| 22 luglio | Comerica Bank Challenger 1991 Aptos, Stati Uniti Cemento $75 000 Singolare - Doppio      | Chuck Adams 6–3, 6–4                           | Bryan Shelton                              | Nduka Odizor Jonathan Stark        | Jason Netter Brett Steven Alex O'Brien Fernando Roese                      |
| 22 luglio | Comerica Bank Challenger 1991 Aptos, Stati Uniti Cemento $75 000 Singolare - Doppio      | Nduka Odizor Bryan Shelton 6–4, 6–3            | Miguel Nido Fernando Roese                 | Nduka Odizor Jonathan Stark        | Jason Netter Brett Steven Alex O'Brien Fernando Roese                      |
| 22 luglio | Fortaleza Challenger 1991 Fortaleza, Brasile Terra rossa $50 000 Singolare - Doppio      | Oliver Fernández 6–3, 6–4                      | Christian Weis                             | Martin Stringari Nicola Bruno      | Danilo Marcelino Alejandro Aramburu Marcelo Saliola César Kist             |
| 22 luglio | Fortaleza Challenger 1991 Fortaleza, Brasile Terra rossa $50 000 Singolare - Doppio      | Nelson Aerts Danilo Marcelino 6–3, 6–4         | Oliver Fernández Gerardo Martínez          | Martin Stringari Nicola Bruno      | Danilo Marcelino Alejandro Aramburu Marcelo Saliola César Kist             |
| 22 luglio | Hanko Open 1991 Hanko, Finlandia Terra €42 000 Singolare - Doppio                        | Jan Apell 6–2, 6–4                             | Claudio Mezzadri                           | David Engel Marcos Górriz          | Carsten Arriens Frederik Fetterlein Aki Rahunen Tomas Nydahl               |
| 22 luglio | Hanko Open 1991 Hanko, Finlandia Terra €42 000 Singolare - Doppio                        | Jan Apell Olli Rahnasto walkover               | Patrik Albertsson Jörgen Windahl           | David Engel Marcos Górriz          | Carsten Arriens Frederik Fetterlein Aki Rahunen Tomas Nydahl               |
| 22 luglio | Warsaw Challenger 1991 Varsavia, Polonia Terra rossa $50 000 Singolare - Doppio          | Martin Damm 3–6, 7–5, 6–4                      | David Rikl                                 | Tomáš Anzari Daniel Orsanic        | Gabriel Markus Václav Roubíček Martin Střelba Federico Mordegan            |
| 22 luglio | Warsaw Challenger 1991 Varsavia, Polonia Terra rossa $50 000 Singolare - Doppio          | Ģirts Dzelde Andres Võsand                     | Martin Damm David Rikl                     | Tomáš Anzari Daniel Orsanic        | Gabriel Markus Václav Roubíček Martin Střelba Federico Mordegan            |
| 29 luglio | Lins Challenger 1991 Lins, Brasile Terra rossa €42 000+H Singolare - Doppio              | Nicolás Pereira 2–6, 6–3, 7–6                  | Luis Lobo                                  | Nicola Bruno José Daher            | Sergio Cortés Francisco Yunis César Kist Jordi Burillo                     |
| 29 luglio | Lins Challenger 1991 Lins, Brasile Terra rossa €42 000+H Singolare - Doppio              | Ricardo Acioly Mauro Menezes 2–6, 7–5, 7–5     | Eduardo Furusho João Zwetsch               | Nicola Bruno José Daher            | Sergio Cortés Francisco Yunis César Kist Jordi Burillo                     |
| 29 luglio | Salou Challenger 1991 Salou, Spagna Terra rossa $100 000 Singolare - Doppio              | Leonardo Lavalle 7–5, 6–4                      | Federico Sánchez                           | Juan Carlos Báguena Carl Limberger | Nicolas Romero Markus Rackl Francisco Montana Martin Damm                  |
| 29 luglio | Salou Challenger 1991 Salou, Spagna Terra rossa $100 000 Singolare - Doppio              | Murphy Jensen Francisco Montana 5–7, 6–2, 7–5  | Wayne Arthurs Carl Limberger               | Juan Carlos Báguena Carl Limberger | Nicolas Romero Markus Rackl Francisco Montana Martin Damm                  |
| 29 luglio | Winnetka Challenger 1991 Winnetka, Stati Uniti Cemento $50 000 Singolare - Doppio        | Byron Black 6–4, 4–6, 6–2                      | Todd Martin                                | Brett Steven Chris Pridham         | Mark Kratzmann Chris Garner Dave Randall Stéphane Simian                   |
| 29 luglio | Winnetka Challenger 1991 Winnetka, Stati Uniti Cemento $50 000 Singolare - Doppio        | Byron Black Scott Melville 6–4, 4–6, 6–2       | Keith Evans Dave Randall                   | Brett Steven Chris Pridham         | Mark Kratzmann Chris Garner Dave Randall Stéphane Simian                   |

### Agosto
| Settimana | Torneo                                                                                | Vincitore                                        | Finalista                              | Semifinalisti                     | Eliminati ai quarti                                                 |
| --------- | ------------------------------------------------------------------------------------- | ------------------------------------------------ | -------------------------------------- | --------------------------------- | ------------------------------------------------------------------- |
| 5 agosto  | Cervia Challenger 1991 Cervia, Italia Terra rossa $100 000 Singolare - Doppio         | Claudio Mezzadri 6–3, 6–3                        | Frédéric Fontang                       | Marcos Górriz Massimo Cierro      | Paolo Pambianco João Cunha e Silva Tomáš Anzari Manuel Gasbarri     |
| 5 agosto  | Cervia Challenger 1991 Cervia, Italia Terra rossa $100 000 Singolare - Doppio         | Christian Miniussi Diego Pérez 6–3, 6–4          | João Cunha e Silva Daniel Orsanic      | Marcos Górriz Massimo Cierro      | Paolo Pambianco João Cunha e Silva Tomáš Anzari Manuel Gasbarri     |
| 5 agosto  | São Paulo Challenger 3 1991 San Paolo, Brasile Cemento $100 000 Singolare - Doppio    | Nicolás Pereira 6–3, 6–2                         | Martin Stringari                       | Nicolas Becerra Fabio Silberberg  | Pablo Albano José Daher Francisco Yunis Luis Lobo                   |
| 5 agosto  | São Paulo Challenger 3 1991 San Paolo, Brasile Cemento $100 000 Singolare - Doppio    | Pablo Albano Luis Lobo 7–5, 7–6                  | Ricardo Camargo José Daher             | Nicolas Becerra Fabio Silberberg  | Pablo Albano José Daher Francisco Yunis Luis Lobo                   |
| 5 agosto  | Open Castilla y León 1991 Segovia, Spagna Cemento $125 000+H Singolare - Doppio       | Javier Sánchez 6–3, 6–2                          | Francisco Montana                      | Thierry Guardiola Tomás Carbonell | Henrik Holm José Antonio Fernández Francisco Roig Johan Anderson    |
| 5 agosto  | Open Castilla y León 1991 Segovia, Spagna Cemento $125 000+H Singolare - Doppio       | Francisco Clavet Javier Sánchez 7–6, 6–2         | Juan Carlos Báguena José Manuel Clavet | Thierry Guardiola Tomás Carbonell | Henrik Holm José Antonio Fernández Francisco Roig Johan Anderson    |
| 12 agosto | Pescara Challenger 1991 Pescara, Italia Terra rossa $100 000 Singolare - Doppio       | Vladimir Gabričidze 7–5, 6–4                     | Martin Střelba                         | Massimo Cierro Lan Bale           | David Rikl Roberto Azar Daniele Balducci Giorgio Carneade           |
| 12 agosto | Pescara Challenger 1991 Pescara, Italia Terra rossa $100 000 Singolare - Doppio       | Josef Čihák Tomáš Anzari 6–3, 6–4                | Johan Donar John Sobel                 | Massimo Cierro Lan Bale           | David Rikl Roberto Azar Daniele Balducci Giorgio Carneade           |
| 19 agosto | IPP Trophy 1991 Ginevra, Svizzera Terra rossa $35 000+H Singolare - Doppio            | Marcos Górriz 6–3, 6–2                           | Dinu Pescariu                          | Martin Střelba Václav Roubíček    | João Cunha e Silva David Prinosil Frédéric Fontang Carl Limberger   |
| 19 agosto | IPP Trophy 1991 Ginevra, Svizzera Terra rossa $35 000+H Singolare - Doppio            | Vladimir Gabričidze Martin Střelba 1–6, 6–3, 6–4 | Roberto Argüello Christian Miniussi    | Martin Střelba Václav Roubíček    | João Cunha e Silva David Prinosil Frédéric Fontang Carl Limberger   |
| 19 agosto | Jakarta Challenger 2 1991 Giacarta, Indonesia Terra rossa $100 000 Singolare - Doppio | Mario Visconti 6–3, 1–6, 6–2                     | Douglas Geiwald                        | Chris Wilkinson Kim Bong-Soo      | Massimo Ardinghi Dede-Suhendar Dinata Andrew Kratzmann Sander Groen |
| 19 agosto | Jakarta Challenger 2 1991 Giacarta, Indonesia Terra rossa $100 000 Singolare - Doppio | Mike Briggs Trevor Kronemann 5–7, 6–3, 7–5       | John Sullivan Vince Van Gelderen       | Chris Wilkinson Kim Bong-Soo      | Massimo Ardinghi Dede-Suhendar Dinata Andrew Kratzmann Sander Groen |
| 25 agosto | Verona Challenger 1991 Verona, Italia Terra rossa $100 000                            |                                                  |                                        |                                   |                                                                     |
| 25 agosto | Verona Challenger 1991 Verona, Italia Terra rossa $100 000                            |                                                  |                                        |                                   |                                                                     |
| 26 agosto | Merano Challenger 1991 Merano, Italia Terra rossa €42 000+H Singolare - Doppio        | Frédéric Fontang 6–3, 6–3                        | Carlos Costa                           | Claudio Mezzadri Tarik Benhabiles | Massimo Valeri Václav Roubíček Carl Limberger Filip Dewulf          |
| 26 agosto | Merano Challenger 1991 Merano, Italia Terra rossa €42 000+H Singolare - Doppio        | Carlos Costa Christian Miniussi 6–3, 6–3         | Josef Čihák Tomáš Anzari               | Claudio Mezzadri Tarik Benhabiles | Massimo Valeri Václav Roubíček Carl Limberger Filip Dewulf          |

### Settembre
| Settimana    | Torneo                                                                                    | Vincitore                                           | Finalista                         | Semifinalisti                    | Eliminati ai quarti                                              |
| ------------ | ----------------------------------------------------------------------------------------- | --------------------------------------------------- | --------------------------------- | -------------------------------- | ---------------------------------------------------------------- |
| 2 settembre  | S Tennis Masters Challenger 1991 Graz, Austria Terra rossa €30 000+H Singolare - Doppio   | Thomas Buchmayer 6–3, 6–2                           | Thierry Guardiola                 | Harald Mair Francesco Michelotti | Nicklas Utgren Jan Apell Xavier Daufresne Alejandro Aramburu     |
| 2 settembre  | S Tennis Masters Challenger 1991 Graz, Austria Terra rossa €30 000+H Singolare - Doppio   | Jan Apell Raviv Weidenfeld 6–3, 6–3                 | Sébastien Leblanc Markus Naewie   | Harald Mair Francesco Michelotti | Nicklas Utgren Jan Apell Xavier Daufresne Alejandro Aramburu     |
| 2 settembre  | Istanbul Challenger 1991 Istanbul, Turchia Cemento $100 000+H Singolare - Doppio          | Olivier Delaître 6–1, 6–4                           | Byron Black                       | Slobodan Živojinović Henrik Holm | Gianluca Pozzi Frédéric Fontang Chris Pridham Martin Střelba     |
| 2 settembre  | Istanbul Challenger 1991 Istanbul, Turchia Cemento $100 000+H Singolare - Doppio          | Henrik Holm Nils Holm 5–7, 7–5, 6–4                 | Gianluca Pozzi Olli Rahnasto      | Slobodan Živojinović Henrik Holm | Gianluca Pozzi Frédéric Fontang Chris Pridham Martin Střelba     |
| 2 settembre  | Venice Challenger 1991 Venezia, Italia Terra rossa $50 000 Singolare - Doppio             | Carlos Costa 6–3, 7–5                               | Alberto Mancini                   | Renzo Furlan Thomas Muster       | Tom Kempers Franco Davín Claudio Mezzadri Guillermo Pérez Roldán |
| 2 settembre  | Venice Challenger 1991 Venezia, Italia Terra rossa $50 000 Singolare - Doppio             | Jordi Arrese Francisco Roig 6–3, 6–2                | Franco Davín Marcelo Filippini    | Renzo Furlan Thomas Muster       | Tom Kempers Franco Davín Claudio Mezzadri Guillermo Pérez Roldán |
| 9 settembre  | Azores Challenger 1991 Azzorre, Portogallo Cemento $50 000 Singolare - Doppio             | Marcos Ondruska 6–3, 2–6, 7–6                       | Henrik Holm                       | Byron Black Dirk Dier            | T. J. Middleton Nicolás Pereira Brian Joelson Alex Antonitsch    |
| 9 settembre  | Azores Challenger 1991 Azzorre, Portogallo Cemento $50 000 Singolare - Doppio             | Byron Black T. J. Middleton 6–3, 4–6, 7–6           | Henrik Holm Peter Nyborg          | Byron Black Dirk Dier            | T. J. Middleton Nicolás Pereira Brian Joelson Alex Antonitsch    |
| 16 settembre | Bogotà Challenger 1991 Bogotà, Colombia Terra rossa €42 000+H Singolare - Doppio          | Roberto Saad 6–3, 3–6, 6–4                          | Xavier Daufresne                  | Pablo Arraya Miguel Tobon        | Daniele Balducci José Daher Luis Lobo Francisco Montana          |
| 16 settembre | Bogotà Challenger 1991 Bogotà, Colombia Terra rossa €42 000+H Singolare - Doppio          | Gustavo Guerrero Roberto Saad 6–4, 6–4              | José Daher César Kist             | Pablo Arraya Miguel Tobon        | Daniele Balducci José Daher Luis Lobo Francisco Montana          |
| 16 settembre | Bucarest Challenger 1991 Bucarest, Romania Terra rossa €42 000+H Singolare - Doppio       | Marcelo Filippini 6–3, 6–4                          | Gabriel Markus                    | Marc-Kevin Goellner Lars Jonsson | Martin Damm Carlos Costa Lars Koslowski João Cunha e Silva       |
| 16 settembre | Bucarest Challenger 1991 Bucarest, Romania Terra rossa €42 000+H Singolare - Doppio       | Lars Koslowski Tomas Nydahl 6–3, 2–6, 6–3           | George Cosac Florin Segărceanu    | Marc-Kevin Goellner Lars Jonsson | Martin Damm Carlos Costa Lars Koslowski João Cunha e Silva       |
| 16 settembre | Madeira Challenger 1991 Madeira, Portogallo Cemento $50 000 Singolare - Doppio            | Byron Black 6–3, 6–4                                | Nicolás Pereira                   | Pier Gauthier Kevin Ullyett      | Olivier Soules John Stimpson Bernd Karbacher Marcos Ondruska     |
| 16 settembre | Madeira Challenger 1991 Madeira, Portogallo Cemento $50 000 Singolare - Doppio            | John-Laffnie de Jager Byron Talbot 2–6, 7–6, 6–4    | Byron Black T. J. Middleton       | Pier Gauthier Kevin Ullyett      | Olivier Soules John Stimpson Bernd Karbacher Marcos Ondruska     |
| 16 settembre | Messina Challenger 1991 Messina, Italia Terra rossa $50 000 Singolare - Doppio            | Massimo Valeri 4–6, 6–1, 7–6                        | Germán López                      | Rodolphe Gilbert Ronald Agénor   | Guillermo Pérez Roldán Christian Miniussi Diego Pérez Jan Apell  |
| 16 settembre | Messina Challenger 1991 Messina, Italia Terra rossa $50 000 Singolare - Doppio            | Renzo Furlan Guillermo Pérez Roldán 6–4, 6–2        | Jan Apell Markus Naewie           | Rodolphe Gilbert Ronald Agénor   | Guillermo Pérez Roldán Christian Miniussi Diego Pérez Jan Apell  |
| 16 settembre | Singapore Challenger 1991 Singapore, Singapore Cemento $50 000+H Singolare - Doppio       | Mark Woodforde 6–1, 6–4                             | Christo van Rensburg              | Pietro Pennisi Sander Groen      | Thomas Högstedt Jamie Morgan Richard Matuszewski Florian Krumrey |
| 16 settembre | Singapore Challenger 1991 Singapore, Singapore Cemento $50 000+H Singolare - Doppio       | Mike Briggs Trevor Kronemann 6–3, 6–4               | David Adams Scott Patridge        | Pietro Pennisi Sander Groen      | Thomas Högstedt Jamie Morgan Richard Matuszewski Florian Krumrey |
| 16 settembre | Whistler Challenger 1991 Whistler, Canada Cemento $100 000 Singolare - Doppio             | Fabio Silberberg 7–5, 6–3                           | David Witt                        | Chuck Adams Alex O'Brien         | Jonathan Stark Kelly Jones Patrick Galbraith Steve DeVries       |
| 16 settembre | Whistler Challenger 1991 Whistler, Canada Cemento $100 000 Singolare - Doppio             | Steve DeVries Patrick Galbraith 6–4, 6–4            | Dave Randall Kenny Thorne         | Chuck Adams Alex O'Brien         | Jonathan Stark Kelly Jones Patrick Galbraith Steve DeVries       |
| 23 settembre | Bloomfield Challenger 1991 Bloomfield, Stati Uniti Cemento $25 000 Singolare - Doppio     | Chris Pridham 6–3, 6–4                              | Tommy Ho                          | Steve Bryan Andrew Sznajder      | George Bezecny Steve DeVries Brian Joelson Jimmy Brown           |
| 23 settembre | Bloomfield Challenger 1991 Bloomfield, Stati Uniti Cemento $25 000 Singolare - Doppio     | Steve DeVries Matt Lucena 6–4, 6–3                  | Doug Eisenman Ted Scherman        | Steve Bryan Andrew Sznajder      | George Bezecny Steve DeVries Brian Joelson Jimmy Brown           |
| 23 settembre | Cali Challenger 1991 Cali, Colombia Terra rossa €42 000+H Singolare - Doppio              | Xavier Daufresne 6–4, 6–3                           | Martin Stringari                  | Mario Rincon Oliver Fernández    | Felipe Rivera Raúl Viver Pedro Rebolledo Nicolas Becerra         |
| 23 settembre | Cali Challenger 1991 Cali, Colombia Terra rossa €42 000+H Singolare - Doppio              | Gustavo Guerrero Roberto Saad 6–4, 7–6              | Gustavo Garetto Marcelo Ingaramo  | Mario Rincon Oliver Fernández    | Felipe Rivera Raúl Viver Pedro Rebolledo Nicolas Becerra         |
| 30 settembre | Jerusalem Challenger 1991 Gerusalemme, Israele Cemento $35 000+H Singolare - Doppio       | Christo van Rensburg 2–6, 6–2, 6–3                  | Clinton Marsh                     | Chris Pridham Bryan Shelton      | Vladimir Gabričidze Lan Bale Peter Nyborg Marcos Ondruska        |
| 30 settembre | Jerusalem Challenger 1991 Gerusalemme, Israele Cemento $35 000+H Singolare - Doppio       | John-Laffnie de Jager Christo van Rensburg 6–2, 6–4 | Nduka Odizor Bryan Shelton        | Chris Pridham Bryan Shelton      | Vladimir Gabričidze Lan Bale Peter Nyborg Marcos Ondruska        |
| 30 settembre | Ponte Vedra Challenger 1991 Ponte Vedra, Stati Uniti Cemento $25 000+H Singolare - Doppio | Jonathan Stark 6–3, 6–1                             | Kelly Evernden                    | Ramesh Krishnan Tommy Ho         | Nicolás Pereira Karsten Braasch David Witt Steve Bryan           |
| 30 settembre | Ponte Vedra Challenger 1991 Ponte Vedra, Stati Uniti Cemento $25 000+H Singolare - Doppio | Steve DeVries Kenny Thorne 7–5, 7–6                 | Shelby Cannon Roger Smith         | Ramesh Krishnan Tommy Ho         | Nicolás Pereira Karsten Braasch David Witt Steve Bryan           |
| 30 settembre | Siracusa Challenger 1991 Siracusa, Italia Terra rossa $50 000 Singolare - Doppio          | Carlos Costa 6–3, 7–6                               | Stefano Pescosolido               | Lars Koslowski Massimo Cierro    | Martin Wostenholme Martin Damm Nicolas Becerra David Prinosil    |
| 30 settembre | Siracusa Challenger 1991 Siracusa, Italia Terra rossa $50 000 Singolare - Doppio          | Massimo Boscatto Cristian Brandi 3–6, 7–6, 7–6      | Diego Nargiso Stefano Pescosolido | Lars Koslowski Massimo Cierro    | Martin Wostenholme Martin Damm Nicolas Becerra David Prinosil    |

### Ottobre
| Settimana  | Torneo                                                                                            | Vincitore                                    | Finalista                        | Semifinalisti                       | Eliminati ai quarti                                                   |
| ---------- | ------------------------------------------------------------------------------------------------- | -------------------------------------------- | -------------------------------- | ----------------------------------- | --------------------------------------------------------------------- |
| 7 ottobre  | Casablanca Challenger 1991 Casablanca, Marocco Terra rossa €42 000+H Singolare - Doppio           | Jens Wöhrmann 6–3, 6–1                       | Bernardo Mota                    | Marc-Kevin Goellner Gustavo Garetto | Clément N'Goran Daniel Marco Florian Krumrey Tarik Benhabiles         |
| 7 ottobre  | Casablanca Challenger 1991 Casablanca, Marocco Terra rossa €42 000+H Singolare - Doppio           | Marc-Kevin Goellner Bertrand Madsen 6–0, 6–2 | Tarik Benhabiles Gustavo Garetto | Marc-Kevin Goellner Gustavo Garetto | Clément N'Goran Daniel Marco Florian Krumrey Tarik Benhabiles         |
| 7 ottobre  | Challenger DCNS de Cherbourg 1991 Cherbourg, Francia Cemento indoor $25 000 Singolare - Doppio    | Jeremy Bates 7–5, 1–6, 7–6                   | Byron Black                      | Olivier Soules Laurent Prades       | Wojciech Kowalski Juan-Oscar Rios Pier Gauthier Lionel Barthez        |
| 7 ottobre  | Challenger DCNS de Cherbourg 1991 Cherbourg, Francia Cemento indoor $25 000 Singolare - Doppio    | Sander Groen Byron Talbot 3–6, 6–3, 7–5      | Michael Daniel Brian Devening    | Olivier Soules Laurent Prades       | Wojciech Kowalski Juan-Oscar Rios Pier Gauthier Lionel Barthez        |
| 7 ottobre  | Pembroke Pines Challenger 1991 Pembroke Pines, Stati Uniti Terra verde $25 000 Singolare - Doppio | Raúl Viver 6–3, 1–6, 7–6                     | Jimmy Brown                      | Oliver Fernández Andrés Gómez       | Ivan Baron Jared Palmer Karsten Braasch Leander Paes                  |
| 7 ottobre  | Pembroke Pines Challenger 1991 Pembroke Pines, Stati Uniti Terra verde $25 000 Singolare - Doppio | Roberto Saad Tobias Svantesson 4–6, 6–3, 6–2 | Glenn Layendecker Brad Pearce    | Oliver Fernández Andrés Gómez       | Ivan Baron Jared Palmer Karsten Braasch Leander Paes                  |
| 7 ottobre  | Reggio Calabria Challenger 1991 Reggio Calabria, Italia Terra rossa $25 000 Singolare - Doppio    | Lars Koslowski 6–4, 6–2                      | Sasa Hirszon                     | Massimo Cierro Claudio Pistolesi    | Daniele Balducci Massimo Valeri Markus Zillner Federico Mordegan      |
| 7 ottobre  | Reggio Calabria Challenger 1991 Reggio Calabria, Italia Terra rossa $25 000 Singolare - Doppio    | Cristian Brandi Federico Mordegan 7–5, 6–3   | Massimo Boscatto Eugenio Rossi   | Massimo Cierro Claudio Pistolesi    | Daniele Balducci Massimo Valeri Markus Zillner Federico Mordegan      |
| 14 ottobre | Cairo Challenger 1991 Il Cairo, Egitto Cemento $25 000 Singolare - Doppio                         | Bryan Shelton 7–6, 7–6                       | Jacco Eltingh                    | Gianluca Pozzi João Cunha e Silva   | Marc-Kevin Goellner Chuck Adams Michiel Schapers José Francisco Altur |
| 14 ottobre | Cairo Challenger 1991 Il Cairo, Egitto Cemento $25 000 Singolare - Doppio                         | Martin Damm David Rikl 6–2, 6–3              | Byron Black Marcos Ondruska      | Gianluca Pozzi João Cunha e Silva   | Marc-Kevin Goellner Chuck Adams Michiel Schapers José Francisco Altur |
| 14 ottobre | São Paulo Challenger 4 1991 San Paolo, Brasile Terra rossa $100 000 Singolare - Doppio            | Gabriel Markus 4–6, 6–4, 6–4                 | João Cunha e Silva               | Javier Frana Alberto Mancini        | Cássio Motta Thierry Tulasne Daniel Orsanic Gianluca Pozzi            |
| 14 ottobre | São Paulo Challenger 4 1991 San Paolo, Brasile Terra rossa $100 000 Singolare - Doppio            | Henrik Holm Nils Holm 5–7, 6–4, 6–4          | John Letts Tom Mercer            | Javier Frana Alberto Mancini        | Cássio Motta Thierry Tulasne Daniel Orsanic Gianluca Pozzi            |
| 21 ottobre | Brest Challenger 1991 Brest, Francia Cemento indoor $35 000+H Singolare - Doppio                  | Fabrice Santoro 6–4, 7–5                     | Cédric Pioline                   | Michiel Schapers Diego Nargiso      | David Prinosil Rodolphe Gilbert Alex Antonitsch Thierry Guardiola     |
| 21 ottobre | Brest Challenger 1991 Brest, Francia Cemento indoor $35 000+H Singolare - Doppio                  | Lars Koslowski Arne Thoms 6–2, 1–6, 6–3      | Patrik Kühnen Alexander Mronz    | Michiel Schapers Diego Nargiso      | David Prinosil Rodolphe Gilbert Alex Antonitsch Thierry Guardiola     |
| 28 ottobre | Lambertz Open by STAWAG 1991 Aquisgrana, Germania Sintetico (indoor) €42 000+H Singolare - Doppio | Alexander Mronz 6–4, 6–3                     | Martin Střelba                   | Alex Antonitsch Jan Gunnarsson      | Magnus Larsson Vladimir Gabričidze Martin Damm Chris Pridham          |
| 28 ottobre | Lambertz Open by STAWAG 1991 Aquisgrana, Germania Sintetico (indoor) €42 000+H Singolare - Doppio | Mark Keil Byron Talbot 6–3, 3–6, 6–3         | Jan Gunnarsson Magnus Larsson    | Alex Antonitsch Jan Gunnarsson      | Magnus Larsson Vladimir Gabričidze Martin Damm Chris Pridham          |

### Novembre
| Settimana   | Torneo                                                                                                 | Vincitore                                       | Finalista                         | Semifinalisti                       | Eliminati ai quarti                                              |
| ----------- | --- | ----------------------------------------------- | --------------------------------- | ----------------------------------- | ---------------------------------------------------------------- |
| 4 novembre  | Helsinki Challenger 1991 Helsinki, Finlandia Sintetico indoor $25 000+H Singolare - Doppio             | Michiel Schapers 7–6, 4–6, 7–5                  | Alex Antonitsch                   | Thomas Enqvist Slobodan Živojinović | Ulf Stenlund Thierry Guardiola Doug Eisenman Glenn Layendecker   |
| 4 novembre  | Helsinki Challenger 1991 Helsinki, Finlandia Sintetico indoor $25 000+H Singolare - Doppio             | Tarik Benhabiles Henri Leconte 7–5, 7–6         | Alex Antonitsch Glenn Layendecker | Thomas Enqvist Slobodan Živojinović | Ulf Stenlund Thierry Guardiola Doug Eisenman Glenn Layendecker   |
| 4 novembre  | Tasmania Challenger 1991 Hobart, Australia Sintetico $25 000+H Singolare - Doppio                      | Sandon Stolle 7–5, 6–4                          | Fernon Wibier                     | Simon Youl Steve Guy                | Chris Wilkinson Felix Barrientos Mark Knowles Jamie Morgan       |
| 4 novembre  | Tasmania Challenger 1991 Hobart, Australia Sintetico $25 000+H Singolare - Doppio                      | Michael Brown Andrew Kratzmann 3–6, 6–3, 7–6    | Bret Richardson Simon Youl        | Simon Youl Steve Guy                | Chris Wilkinson Felix Barrientos Mark Knowles Jamie Morgan       |
| 11 novembre | Christchurch Challenger 1991 Christchurch, Nuova Zelanda Sintetico indoor $25 000+H Singolare - Doppio | Mark Petchey 7–5, 7–6                           | Fernon Wibier                     | Richard Matuszewski Simon Youl      | Bertrand Madsen Neil Borwick Derek Farren Kelly Evernden         |
| 11 novembre | Christchurch Challenger 1991 Christchurch, Nuova Zelanda Sintetico indoor $25 000+H Singolare - Doppio | Neil Borwick Simon Youl 7–5, 7–6                | Jamie Morgan Sandon Stolle        | Richard Matuszewski Simon Youl      | Bertrand Madsen Neil Borwick Derek Farren Kelly Evernden         |
| 11 novembre | São Paulo Challenger 5 1991 San Paolo, Brasile Terra rossa $100 000 Singolare - Doppio                 | Gabriel Markus 4–6, 6–4, 6–4                    | João Cunha e Silva                | Javier Frana Alberto Mancini        | Cássio Motta Thierry Tulasne Daniel Orsaniciel Gianluca Pozzi    |
| 11 novembre | São Paulo Challenger 5 1991 San Paolo, Brasile Terra rossa $100 000 Singolare - Doppio                 | Henrik Holm Nils Holm 5–7, 6–4, 6–4             | John Letts Tom Mercer             | Javier Frana Alberto Mancini        | Cássio Motta Thierry Tulasne Daniel Orsaniciel Gianluca Pozzi    |
| 18 novembre | Auckland Challenger 1991 Auckland, Nuova Zelanda Cemento $25 000+H Singolare - Doppio                  | Simon Youl 3–6, 6–3, 6–1                        | Patrick Rafter                    | Chris Wilkinson Neil Borwick        | Kelly Evernden Lars-Anders Wahlgren Sandon Stolle Mark Knowles   |
| 18 novembre | Auckland Challenger 1991 Auckland, Nuova Zelanda Cemento $25 000+H Singolare - Doppio                  | Bruce Derlin Carl Limberger 6–4, 7–5            | David Adams Paul Hand             | Chris Wilkinson Neil Borwick        | Kelly Evernden Lars-Anders Wahlgren Sandon Stolle Mark Knowles   |
| 18 novembre | Munich Challenger 1991 Monaco di Baviera, Germania Sintetico indoor $100 000 Singolare - Doppio        | Arne Thoms 4–6, 6–3, 6–4                        | Markus Naewie                     | Martin Střelba Thomas Enqvist       | Chris Pridham Patrick Baur Gregor Paul Sander Groen              |
| 18 novembre | Munich Challenger 1991 Monaco di Baviera, Germania Sintetico indoor $100 000 Singolare - Doppio        | Tom Kempers Chris Pridham 7–6, 6–4              | Rudiger Haas Arne Thoms           | Martin Střelba Thomas Enqvist       | Chris Pridham Patrick Baur Gregor Paul Sander Groen              |
| 18 novembre | São Paulo Challenger 6 1991 San Paolo, Brasile Terra rossa $100 000 Singolare - Doppio                 | Cássio Motta 6–4, 6–3                           | Fernando Roese                    | Pablo Albano João Cunha e Silva     | Jared Palmer Luis Lobo Massimo Cierro Nicola Bruno               |
| 18 novembre | São Paulo Challenger 6 1991 San Paolo, Brasile Terra rossa $100 000 Singolare - Doppio                 | João Cunha e Silva Fernando Roese 7–5, 4–6, 6–3 | Pablo Albano Luis Lobo            | Pablo Albano João Cunha e Silva     | Jared Palmer Luis Lobo Massimo Cierro Nicola Bruno               |
| 25 novembre | Bossonnens Challenger 1991 Bossonnens, Svizzera Cemento indoor $35 000+H Singolare - Doppio            | Christo van Rensburg 6–4, 7–6                   | Patrick Baur                      | Roger Smith Michiel Schapers        | Raviv Weidenfeld Patrik Kühnen Radomír Vašek Stefano Pescosolido |
| 25 novembre | Bossonnens Challenger 1991 Bossonnens, Svizzera Cemento indoor $35 000+H Singolare - Doppio            | Alex Antonitsch Menno Oosting 6–3, 6–2          | Michiel Schapers Daniel Vacek     | Roger Smith Michiel Schapers        | Raviv Weidenfeld Patrik Kühnen Radomír Vašek Stefano Pescosolido |
| 25 novembre | Johannesburg Challenger 1991 Johannesburg, Sudafrica Cemento $35 000+H Singolare - Doppio              | Todd Witsken 4–6, 6–3, 6–4                      | Wayne Ferreira                    | Petr Korda Grant Connell            | Scott Davis Anders Järryd Mark Woodforde Goran Ivanišević        |
| 25 novembre | Johannesburg Challenger 1991 Johannesburg, Sudafrica Cemento $35 000+H Singolare - Doppio              | Kevin Curren Royce Deppe 7–5, 6–2               | Stefan Kruger Danie Visser        | Petr Korda Grant Connell            | Scott Davis Anders Järryd Mark Woodforde Goran Ivanišević        |
| 25 novembre | Challenger Britania Zavaleta 1991 Puebla, Messico Cemento $25 000 Singolare - Doppio                   | Kent Kinnear 6–1, 7–5                           | Luis Herrera                      | Jaime Cortes Miguel Merz            | Ken Kuperstein Oliver Fernández Miguel Nido Todd Nelson          |
| 25 novembre | Challenger Britania Zavaleta 1991 Puebla, Messico Cemento $25 000 Singolare - Doppio                   | Oliver Fernández Luis Herrera 6–4, 7–6          | Doug Eisenman Dave Randall        | Jaime Cortes Miguel Merz            | Ken Kuperstein Oliver Fernández Miguel Nido Todd Nelson          |

### Dicembre
| Settimana   | Torneo                                                                              | Vincitore                             | Finalista                    | Semifinalisti               | Eliminati ai quarti                                     |
| ----------- | ----------------------------------------------------------------------------------- | ------------------------------------- | ---------------------------- | --------------------------- | ------------------------------------------------------- |
| 9 dicembre  | Hong Kong Challenger 1991 Hong Kong, Hong Kong Cemento $25 000+H Singolare - Doppio | Bernd Karbacher 6–2, 3–6, 6–1         | Greg Rusedski                | César Kist Jamie Morgan     | Mark Kaplan Markus Zillner Tommy Ho Sandon Stolle       |
| 9 dicembre  | Hong Kong Challenger 1991 Hong Kong, Hong Kong Cemento $25 000+H Singolare - Doppio | Luke Jensen Murphy Jensen walkover    | Mike Briggs Trevor Kronemann | César Kist Jamie Morgan     | Mark Kaplan Markus Zillner Tommy Ho Sandon Stolle       |
| 16 dicembre | Guam Challenger 1991 Guam, Stati Uniti Cemento $25 000+H Singolare - Doppio         | Richard Matuszewski 6–4, ritiro       | Jamie Morgan                 | Sandon Stolle Steve DeVries | Chris Wilkinson Roger Smith Greg Rusedski Brian Joelson |
| 16 dicembre | Guam Challenger 1991 Guam, Stati Uniti Cemento $25 000+H Singolare - Doppio         | Jonathan Canter Kenny Thorne 6–1, 6–2 | David Adams Doug Eisenman    | Sandon Stolle Steve DeVries | Chris Wilkinson Roger Smith Greg Rusedski Brian Joelson |